# Geoffrey Knauth
Geoffrey S. Knauth es un ingeniero de software que ha ejercido como presidente de la Free Software Foundation (o en español, Fundación del Software Libre) desde agosto de 2020.

## Actividades en la FSF
Knauth se hizo miembro de la junta directiva de la Free Software Foundation en 1998 ejerciendo el cargo de tesorero. También es cofundador del proyecto GNU Objective-C. En agosto de 2020 fue electo como presidente de la FSF once meses después de la renuncia de Richard Stallman, que había llevado a cabo el cargo de presidente de la fundación desde 1985.
El 25 de marzo de 2021, Knauth expresó su deseo por renunciar a su derecho al voto en la FSF hasta que se encuentre un a un líder fuerte que lo pueda reemplazar.

## Trayectoria académica
En 1983, Knauth recibió un título nobiliario en Economía por parte de la Universidad de Harvard. También ha cursó algunos cursos sobre literatura y lenguas eslavas. Posteriormente entre 1980 y el 2000 tomó cursos en ciencias de la computación y cursos de lenguas en la Universidad de Harvard y en la Universidad del Nordeste. Entre 2006 y 2010 se desempeñó como Instructor de las Ciencias de la Computación en el Colegio de Lycoming.

## Trayectoria profesional
Knauth ha sido empleado en distintas empresas y en distintos roles en donde incluye, programador, programador senior, ingeniero en sistemas y analista en sistemas. Actualmente trabaja en AccuWeather Inc. como Desarrollador Senior de Software desde 2014.

## Vida personal
Knauth habla de forma fluida el inglés, francés y el ruso. Tiene algunos conocimientos del alemán y el chino. También es piloto y se conoce que es aficionado del deporte del remo entre otras actividades.